# Гаспарян Гоаріна Михайлівна
Гоаріна Михайлівна Гаспарян, Гоар Гаспарян (вірм. Գոհար Միքայելի Գասպարյան, уроджена Гоар Мікаелівна Хачатрян; нар. 14 грудня 1924, Каїр, Єгипетське королівство — пом. 16 травня 2007, Єреван, Вірменія) — вірменська радянська оперна співачка (лірико-колоратурне сопрано), народна артистка Вірменської РСР, народна артистка СРСР (1956). Професор Єреванської консерваторії. 

## Біографія
Народилась в Каїрі в родині крупного єгипетського дипломата. Оперному мистецтву в Каїрській консерваторії її навчили італійські професори В. Карро і Е. Фельдман. У 1940—1948 роках була солісткою Єгипетського державного радіо. У 1948 році переїхала до Вірменії. З 1949 року співала в Єреванському театрі опери та балету імені О. А. Спендіарова. Викладала в Єреванській консерваторії.
Померла 16 травня 2007 року в Єревані. Похована в Пантеоні імені Комітаса міста Єревана.

## Творчість
Після Гоар Гаспарян ніхто більше не зумів узяти ноту «соль» третьої октави. Її діапазон на три-чотири ноти ширше діапазону всесвітньо відомих співачок, а тембр особливий, впізнаваний з першої ноти.
З великим успіхом гастролювала у Польщі, Угорщині, Англії, Франції, Японії, США, Канаді, Бразилії, Мексиці.

### Партії

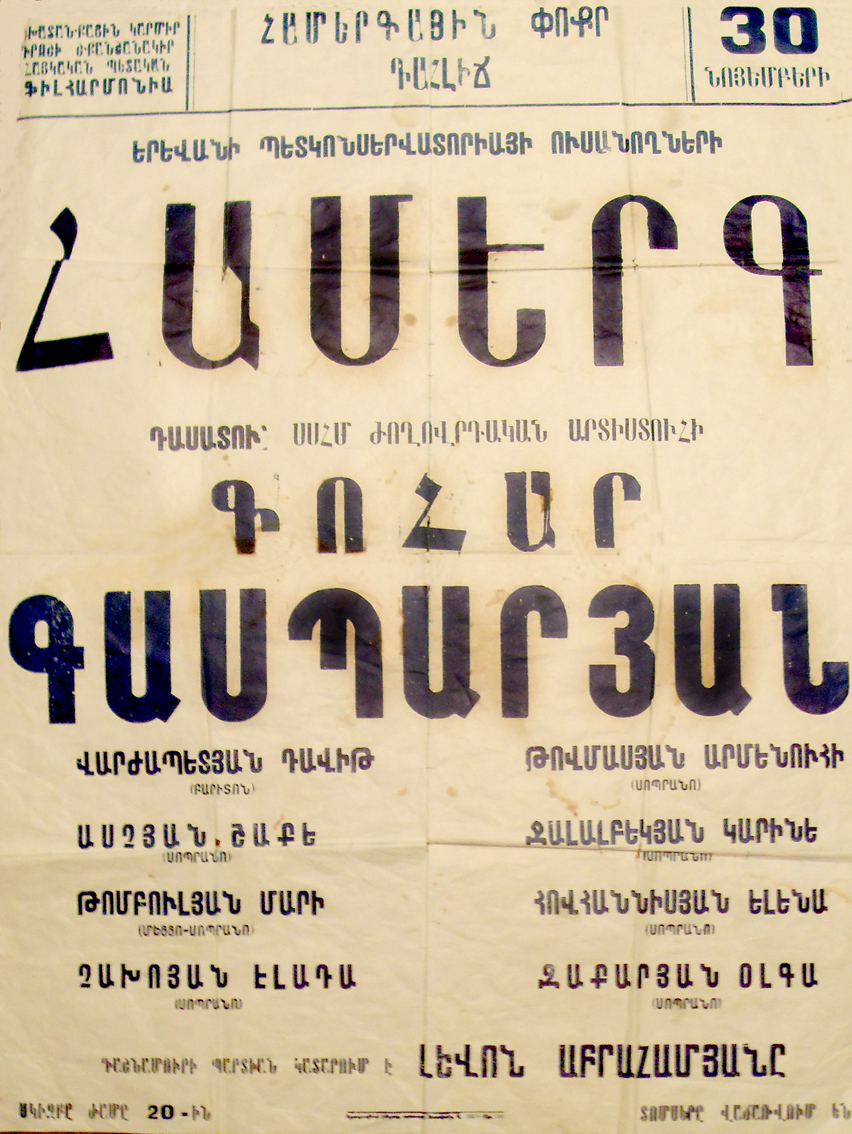
Концертна афіша Гоар Гаспарян, 1969 рік

На сцені Національного Академічного театру опери та балету Вірменії вона виступала в головних ролях в 23 операх, а в її концертному репертуарі знайшли місце понад 500 творів.
- Ануш — «Ануш» Тиграняна
- Шушан — «Давид-бек» Тиграняна
- Гоар — «Героїня» Степаняна (Державна премія СРСР, 1951)
- Олімпія — «Аршак II» Чухаджяна
- Лючія — «Лючія ді Ламмермур» Доніцетті
- Лакме — «Лакме» Деліба
- Віолетта — «Травіата» Верді
- Дездемона — «Отелло» Верді
- Розіна — «Севільський цирульник» Россіні
- Шемаханська цариця — «Золотий півник» Римського-Корсакова
- Прилепа — «Пікова дама» Чайковського

### Фільмографія
Знялась у декількох музичних фільмах:
- Концерт майстрів мистецтва Вірменії (1954)
- У цей святковий вечір (1959)
- Співає Гоар Гаспарян (1964)

## Родина
Батько Гоар Гаспарян був крупним єгипетським дипломатом, тому уряд Єгипту спочатку не хотів відпускати його до Вірменії. В свою чергу, родина не хотіла відпускати ще досить юну співачку одну на історичну батьківщину, тому її видали заміж. Від першого чоловіка вона отримала прізвище, під яким прославилась у всьому світі. В подальшому, через особисте втручання Сталіна, її батька таки відпустили до Вірменії.
Вдруге Гоар вийшла заміж вже у Вірменії, закохавшись у свого учня, молодого співака Єреванської опери Тиграна Левоняна (1936—2004). Прожила з ним у шлюбі 47 років до самої його смерті. ЇЇ другий чоловік також став відомим оперним співаком, народним артистом Вірменії, а з 1991 року — директором Єреванського театру опери та балету імені О. А. Спендіарова. Дочка — Седа Левонян (1949).

## Призи та нагороди
- Лауреат Державної премії СРСР (1951)
- Лауреат Державної премії Вірменської РСР (1964)
- Герой Соціалістичної Праці (1984)
- Кавалер ордена Святого Месропа Маштоца
- Почесна громадянка Єревана[2] (1984)

## Відгуки
- «Птахи навчили Гоар співати, а вона їх — щебетати» (патріарх Вірменської поезії Аветік Ісаакян, що назвав співачку «вірменським соловейком»)
- «Ні за яких обставин не поміняв би квиток на „Травіату“ з Гоар Гаспарян на найкращий спектакль за участю Ренати Тібальді» (відомий італійський музичний критик надавав перевагу Гаспарян над ідолом італійських меломанів Ренатою Тібальді, яку порівнювали тільки з іншою великою — Марією Каллас)
- «Такі гіганти, як Гоар Мікаелівна, народжуються раз на століття. Найскладніші твори світових класиків, часом здаються неможливими для виконання, в гаспарянівсьому трактуванні не тільки отримують нове життя, але і стають вище авторської трактовки. Гоар — зірка вокального мистецтва і коштує декількох сузір'їв.» (Народна артистка СРСР Зара Долуханян)
- «Якщо говорити про головне етапно-еталонне явище нашої вокальної школи, то це, безумовно, Гоар Гаспарян. Сьогодні нам надзвичайно важливо усвідомити, що є ще явище, якому, як Таврізяну, призначено залишатися в однині. Як людині, який досяг вершини Арарату і який, озирнувшись, бачить, що поруч немає нікого …» (директор Єреванського театру опери та балету імені О. А. Спендіарова, народний артист Вірменії Тигран Левонян)